# 香兰女子短期大学
香兰女子短期大学（日语：／ Koran Joshi Tanki Daigaku *），简称香兰短大（こうらんたんだい），是一所位于日本福冈县福冈市南区的私立短期大学。

## 概要

### 简介
- 学校最早可以追溯到1935年[1]，短期大学由学校法人山内学园于1958年成立[1]。

### 历史
- 1958年 香兰女子短期大学成立含服装科[1]。
- 1963年 增设家政科[1]。
- 1965年 增设保育科和服装科第二部[1]。业余课程家政专修成立[2]。
- 1968年 家政科分离为家政专攻和食物营养专攻[1]。
- 1975年 服装科第二部停办。
- 1983年 增设秘书科[1]。
- 1987年 增设国际教养科[1]。
- 2003年 生活计划综合学科[注 2]设置[1]。由于家政科家政专攻、秘书科和国际教养科各自停止招生[1]。家政科食物营养专攻改组为食物营养学科[1]。
- 2004年 秘书科和国际教养科各自停办[3]。
- 2008年 服装学科改组为时装综合学科[注 1]。
- 2010年 专科技术专攻[注 4]成立[1]。

### 宪章
- 请参看香兰女子短期大学的标志 （页面存档备份，存于） （日語） 2013年11月24日阅览。

## 学校环境
- 校区：福冈县福冈市南区

## 历任校长
- 山内良子：1958年4月[1]
- 近藤百合子：1961年11月[1]
- 坂根嘉子：1980年4月[1]
- 岩井龙也：1986年4月[1]
- 岡村二郎：1990年2月[1]
- 坂根康秀：2000年4月[1]

## 组织

### 学科
- 时装综合学科[注 1]
- 生活计划综合学科[注 2]
- 保育学科
- 食物营养学科

### 前学科
- 服装科
  - 第一部→服装学科[注 5]→时装综合学科[注 1]（于2008年成立。）
  - 第二部[注 6]
- 家政科
  - 家政专攻→生活计划综合学科[注 5]
  - 食物营养专攻→食物营养学科[注 5]
- 保育学科
- 秘书科[注 3]
- 国际教养科[注 3]

### 专科
| - 技术专攻 |

#### 业余课程
| - 家政专修：已停办。 |

### 附属学校
| - 附属香兰幼儿园 - 附属那珂川第一幼儿园 - 附属那珂川第二幼儿园 |

## 相关链接
- 日本短期大学列表